# 繆鵬飛
繆鵬飛，（葡萄牙語：Mio Pang Fei，1936年—2020年11月13日）出生於上海，為澳門藝術家，新東方主義創立者，曾獲澳門政府頒發「文化功績勳章」。2020年11月13日於澳門病逝。

## 生平
1936年出生上海，畢業於福建師範學院美術系，於1982年移居澳門。曾教澳門理工學院、南京藝術學院客席教授及上海大學美術學院客席教授。
作品參加的展覽包括：中國美術館、上海美術館、劉海粟美術館、新加坡國家美術館、馬來西亞國家美術館、中國革命博物館、台灣國立歷史博物館及日本、南韓、菲律賓、葡萄牙、澳大利亞、比利時、印度、香港等地舉辦畫展，2015年代表澳門參加第56屆威尼斯雙年展《路－一個藝術家的冒險‧繆鵬飛作品展》。2020年11月13日於澳門仁伯爵綜合醫院病逝。